# Guerre des Paysans russes (1773-1775)
Pour les articles homonymes, voir Guerre des Paysans.

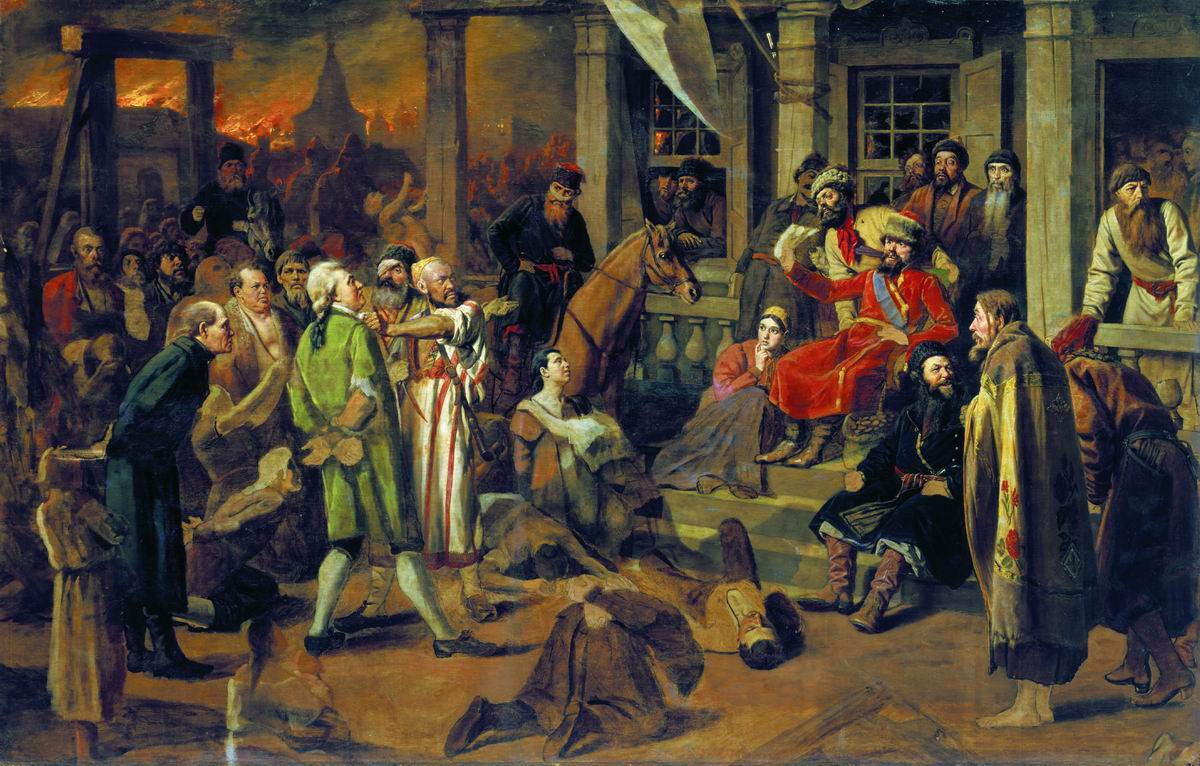
Vassili Perov, Le Jugement de Pougatchev (1879), Musée russe, Saint-Pétersbourg.

La guerre des Paysans russes des années 1773-1775 ou révolte de Pougatchev, qui a lieu   durant le règne de l'impératrice de Russie Catherine II, sous le commandement d'un ancien officier cosaque, Emelian Pougatchev, prétendant être l'empereur Pierre III, époux de Catherine, brutalement évincé par elle en juillet 1762, puis assassiné.
C'est au départ un soulèvement des cosaques de l'Oural, qui déclenche une grande jacquerie paysanne dans les régions situées à l'est de la Kama et de la moyenne et basse Volga jusqu'en Sibérie occidentale. Le soulèvement se propage aux populations non-russes de ces régions (Bachkirs, Tatares, Kazakhs) ainsi qu'aux ouvriers du sud de l'Oural.
L'insurrection, commencée le 17 septembre 1773 à partir du poste militaire de Boudarine, remporte quelques succès à la fin de l'année, mais le gouvernement finit par envoyer des forces importantes qui battent les troupes de Pougatchev près de Tsaritsyne en août 1774, à la suite de quoi Pougatchev est capturé en septembre et exécuté en janvier 1775. La révolte prend fin au cours de l'année 1775.

## Contexte

### Le problème de l'avènement de Catherine II
En janvier 1762, le neveu de l'impératrice Élisabeth Ire, fils d'Anna Petrovna, fille de Pierre le Grand, Peter Ulrich de Holstein-Gottorp, lui succède sous le nom de Pierre III. Depuis 1745, il est marié avec sa cousine Catherine Alexeievna, issue d'une famille princière allemande, étant née Sophie d'Anhalt-Zerbst.
Le nouveau tsar se déconsidère rapidement, notamment en faisant la paix avec la Prusse au cours de la guerre de Sept Ans, au moment où l'armée russe est sur le point de prendre Berlin, sans rien demander en compensation à Frédéric II, qui lui doit pourtant son salut.
En juillet 1762, Catherine, soutenue par de hauts dignitaires de l'empire, le fait arrêter et incarcérer. Il est assassiné quelques jours plus tard par un proche de la nouvelle impératrice. 

### Le problème religieux des Vieux-Croyants
Ce problème est issu des réformes effectuées au XVIIe siècle par le patriarcat orthodoxe de Moscou. Une partie du clergé et des fidèles refusent les réformes et se réfugie dans des régions éloignées du contrôle des autorités. Appelés Vieux-Croyants, ils développent des idées traditionalistes, tandis que les tsars à partir de Pierre le Grand souhaitent que la Russie se rapproche (sur le plan social et culturel) des pays catholiques ou protestants.

### La tradition russe des faux tsars
Le phénomène du « tsar réapparu » a déjà eu lieu dans l'histoire russe.

### Particularité des sociétés cosaques dans la Russie impériale
Alors que la quasi totalité des paysans des régions de Russie centrale (l'ancienne grande-principauté de Moscou) ont un statut de serf, les Cosaques sont des populations de paysans libres qui sont en même temps des militaires. Ils résident dans les régions périphériques de l'Empire russe. Ils forment des sociétés particulières et cherchent à maintenir ou accroître leurs libertés.

## Prémices du soulèvement de 1773
La guerre des paysans russes embrasa un immense territoire et elle attira dans les rangs des insurgés quelques centaines de milliers de personnes.
La principale force motrice de l'insurrection était les Cosaques de Yaïtsk (ancien nom de la ville russe d'Ouralsk, devenue aujourd'hui Oural). Au cours du XVIIIe siècle, ils perdirent un à un leurs privilèges, mais gardèrent en mémoire l'époque de l'indépendance totale envers Moscou et la démocratie cosaque. Pierre le Grand assujettit les troupes du collège militaire, tout d'abord en approuvant, puis en nommant l'ataman militaire. Au début, l'ataman Merkouriev fut nommé dans les années 1730, ce qui produisit une division de l'armée en corps d'officiers et en corps de soldats. La situation s'aggrava avec l'oukase impérial en 1754 concernant le monopole royal du sel. L'économie de l'armée était entièrement fondée sur le commerce du poisson, du caviar et du sel, qui étaient des produits stratégiques. L'interdiction de la libre extraction du sel et l'apparition des fermiers généraux ainsi que de l'impôt sur le sel conduisirent à une forte ségrégation parmi les Cosaques.
Au début de 1763, lorsque se produisit le premier grand sursaut de colère avant la révolte de 1772, les Cosaques écrivirent une requête à Orenbourg et à Saint-Pétersbourg. Ils adressèrent aux stanitsas (camps de cosaques) d'hivers, qui étaient des délégués de l'armée, une plainte contre les atamans et les pouvoirs locaux. Ils réussirent à faire changer quelques atamans en place, mais de façon générale la situation ne s'améliora pas. En 1771, les Cosaques de Iaïtsk refusèrent de se lancer à la poursuite des Kalmouks aux frontières de la Russie.
Des troupes dirigées par le général Freiman furent envoyées pour écraser la révolte.

## L'insurrection

### Apparition d'un faux Pierre III
Bien que prêts pour l'insurrection, les Cosaques de Yaïtsk manquaient d'idées et d'un objectif fédérateur qui aurait pu les unir. Une rumeur se répandit parmi les Yaiks, selon laquelle l'empereur Pierre III était apparu par miracle au milieu de la troupe, se présentant comme le sauveur. Pierre III avait épousé Catherine II après le coup d'État de 1762, mais il fut contraint d'abdiquer avant d'être mystérieusement assassiné la même année.
La plupart des chefs cosaques ne crurent pas à la résurrection du tsar, mais tous remarquèrent cet homme qui était capable de conduire et de rassembler sous sa bannière une armée capable de faire jeu égal avec celle du gouvernement. L'homme qui s'autoproclamait Pierre III, se nommait Iemelian Ivanovitch Pougatchev. C'était un cosaque du Don qui avait participé à la Guerre de Sept Ans et à la première guerre russo-turque de 1768-1774.
En automne 1772, il s'arrêta dans la sloboda Metchetnaïa et il apprit d'un orthodoxe vieux-croyant l'agitation qui régnait parmi les Cosaques du Don. C'est à partir de là que lui vint l'idée de se faire appeler tsar, et en novembre 1772, il arriva à Iaïtsk et se présenta aux Cosaques comme étant Pierre III. Lorsqu'il retourna vers l'Irguiz, Pougatchev fut arrêté et envoyé à Kazan, d'où il s'enfuit fin mai 1773. 
En août 1773, il revint encore sur l'eau pour son armée au Funduq Stepana Oboliaeva, où il rencontra ses futurs partisans politiques Chigaev, Zaroubine, Karavaev, Miasnikov.

### Débuts de l'insurrection (septembre 1773)
En septembre, fuyant les troupes lancées à sa recherche, Pougatchev, accompagné du groupe de Cosaques, rejoignit l'avant-poste de Boudarinski, où le 17 septembre, il prononça son premier oukase à la troupe de Yaïtsk. L'auteur de l'oukase était un des rares Cosaques alphabétisés, Ivan Potchitaline, alors âgé de 19 ans, que son père avait envoyé servir le « tsar ». Un détachement de 80 Cosaques partit de Boudarinski et remonta le Iaïk. En route, ils furent rejoints par de nouveaux partisans, si bien qu'ils formaient une troupe de 300 hommes en arrivant à Yaïtsk. Le 18 septembre 1773, la tentative de traverser par la rivière Chagan et d'entrer dans la ville échoua. À cela s'ajouta la désertion d'un important groupement de Cosaques, dirigés par le commandant Simonov, pour défendre la ville et qui passèrent du côté de l'imposteur. Une nouvelle attaque des insurgés, le 19 septembre, fut également repoussée grâce à l'artillerie. Le détachement insurrectionnel n'avait pas de canons ; c'est pourquoi ils ont pris la décision remonter le Iaïk, et ainsi, le 20 septembre, les Cosaques établirent leur camp dans le village d'Ilek.
Un cercle fut alors convoqué, qui nomma Andreï Ovtchinikov comme ataman de campagne. Tous les Cosaques prêtèrent serment au grand souverain empereur Pierre Fiodorovitch, après quoi Pougatchev envoya Ovtchinikov dans le village d'Ilek avec un oukase. Malgré l'opposition de Portnov, l'ataman d'Ilek, Ovtchinikov persuada les Cosaques locaux de se joindre à la rébellion.
Tous les Cosaques d'Ilek prêtèrent serment à Pougatchev.

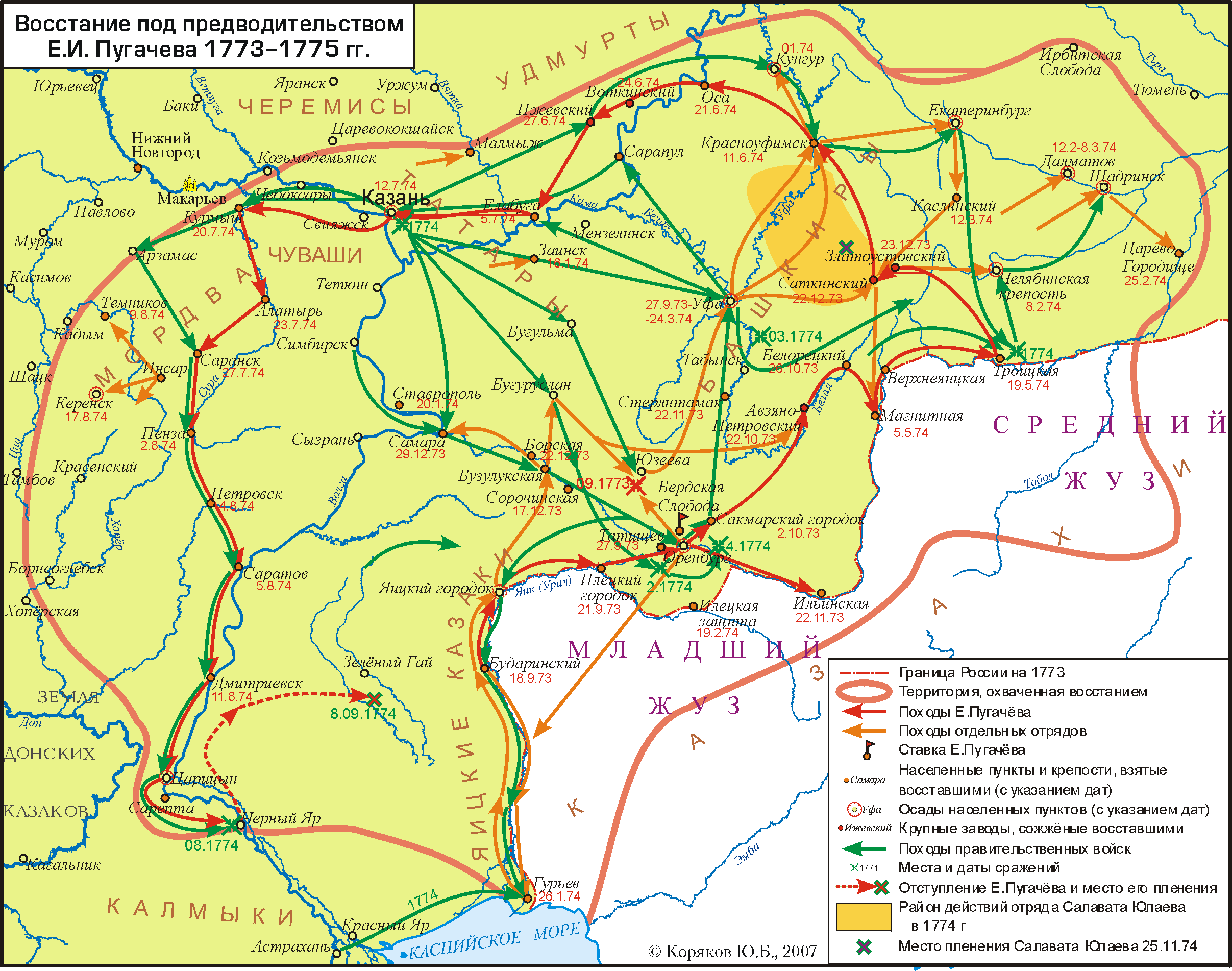
Carte de la première étape de la jacquerie

Après deux jours de réunion sur les actions à mener, on prit la décision de conduire les principales forces à Orenbourg, capitale d'une immense région, commandée par le détestable Reinsdorp. La garnison des forteresses était généralement mélangée - cosaques et soldats, dont la routine de la vie quotidienne est très bien décrit par Pouchkine dans La Fille du capitaine.

### Premières opérations (septembre 1773)
La forteresse Rassypnaïa a été prise le 24 septembre par un assaut foudroyant, qui plus est dans la fièvre du combat, les cosaques locaux sont passés du côté des rebelles. Le 26 septembre la forteresse Nijneozernaïa est prise. Le 27 septembre les révoltés arrivent à la forteresse de Tatichtchevaïa et ils commencent à convaincre la garnison locale de se rendre et de rejoindre l'armée du souverain Pierre Fiodorovitch. La garnison de la forteresse s'établissait à au moins 1000 soldats, et le commandant, le colonel Elaguine espérait repousser l'attaque grâce à l'artillerie. La fusillade dura donc toute la journée du 27 septembre. Le détachement des cosaques d'Orenbourg commandé par Podourov passa entièrement du côté des insurgés.
Avec l'artillerie de la forteresse de Tatichtchev et le nombre grandissant d'hommes (2000), le détachement de Pougatchev commença à présenter une réelle menace pour Orenbourg. Le 29 septembre, Pougatchev entra dans la forteresse de Tchernoretchensky, dont la garnison et les habitants lui prêtèrent serment de fidélité.
Le chemin vers Orenbourg est alors ouvert, mais Pougatchev décida de se rendre à Seitov et la cité de Sakmarksy, puisque les cosaques et les tatares arrivés de là lui avaient assuré leur total dévouement. De plus, un oukase avait été édité en langue tatare, destiné aux tatars et aux bachkires, dans lequel Pougatchev leur conférait « des terres, de l'eau, des bois, des habitations, de l'herbe, des fleuves, des poissons, du pain, des lois, des champs, des corps, des biens financiers, du plomb et de la poudre ».

### Début du siège d'Orenbourg (octobre 1773) et premières victoires
La prise d'Orenbourg devint l'objectif principal des insurgés, compte tenu de son importance en tant que capitale d'un immense kraï. En cas de succès, l'autorité de l'armée et du leader lui-même de l'insurrection se serait beaucoup renforcée, la prise de chaque nouvelle cité contribuant en effet à la libre prise des suivantes. De plus, s'emparer des stocks d'armes d'Orenbourg était primordial.

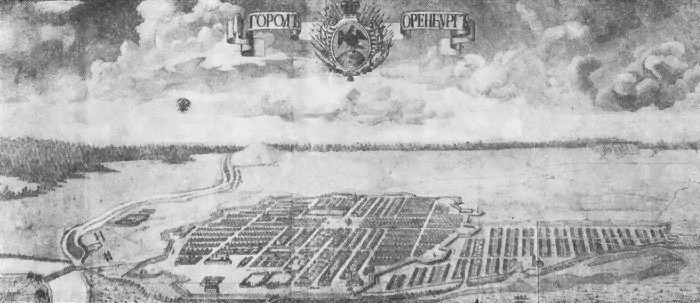
Panorama d'Orenbourg. Gravure du XVIIIe siècle

Mais Orenbourg dans le plan militaire était l'endroit où les fortifications étaient les plus puissantes, bien plus que la forteresse de Tatichtchev. La ville était enceinte d'un rempart et d'un fossé, de dix bastions et de deux demi-bastions. La hauteur des remparts atteignait 4 mètres et plus, et la largeur 13 mètres. À l'extérieur du mur, le fossé faisait environ 4 mètres de profondeur et 10 mètres de large. La garnison d'Orenbourg s'établissait à environ 3000 personnes, dont 1500 soldats et environ 100 canons. Le 4 octobre, un détachement de 626 cosaques de Iaïtsk arriva de plus sans encombre à Orenbourg.
Le 5 octobre 1773, l'armée de Pougatchev arrive à proximité de la ville, dressant le camp à 5 verstes. Les cosaques sont envoyés vers le mur de la forteresse afin de remettre un oukase de Pougatchev à l'attention des régiments en garnison avec le mot d'ordre de déposer les armes et de se rendre au « souverain ». En guise de réponse, les canons sur les remparts de la ville bombardent les rebelles. Le 6 octobre, Reinsdorp ordonne de faire une sortie, un régiment de 1 500 hommes placés sous le commandement du major Naoumov regagne la forteresse après une bataille de deux heures. Lors du conseil de guerre du 7 octobre, on prend la décision de défendre les murs de la forteresse sous le couvert de l'artillerie. Une des raisons d'une telle décision est la peur de voir les soldats et les cosaques rejoindre Pougatchev.
La tenue du siège d'Orenbourg pour une durée de 6 mois rend nécessaire le rassemblement des principales forces des insurgés ; aucune partie ne remporte toutefois la victoire.
Au cours du mois d'octobre, la forteresse sur le fleuve de Samara tombe entre les mains des insurgés, puis Perevolotskaïa, Novoserguievskaïa, Sorotchinskaïa, et au début de novembre c'est au tour de celle de Bouzoulouskaïa. Le 17 octobre, Pougatchev envoie Khlopoucha aux usines de la famille Demidoff. Khlopoucha rassemble là-bas des canons, des provisions, de l'argent.
Le 14 octobre, Catherine II nomme le major-général V. A. Kar commandant de l'expédition militaire pour l'écrasement de la rébellion. Fin octobre, Kar après être parti de Saint-Pétersbourg arrive à Kazan à la tête d'un corps de deux mille soldats et de mille cinq cents miliciens et se dirige vers Orenbourg.
Le 7 novembre dans la campagne de Youzeïeva, à 98 verstes d'Orenbourg, le détachement des atamans de Pougatchev А. А. Ovtchinnikov et I. N. Zaroubine-Tchiki attaquent l'avant-garde de l'armée de Kar, puis après une bataille de 3 jours le poussent à battre en retraite vers Kazan. Le 13 novembre, le corps militaire du colonel Tchenychiov est capturé, il compte 1 100 cosaques, 600 à 700 soldats, 500 Kalmouks, 15 canons et un énorme convoi militaire.
Réalisant qu'au lieu de vaincre les rebelles, il risquait d'essuyer une écrasante défaite face à des paysans inexpérimentés et une cavalerie irrégulière de cosaques bachkires, Kar prétextant être malade abandonne son armée et part pour Moscou, laissant le commandement au général Freiman.

### Élargissement de l'insurrection
Lorsque la nouvelle de la défaite de l'expédition de Kar arriva à Saint-Pétersbourg, Catherine II nomme Bibikov comme nouveau commandant. Le nouveau corps militaire est composé de 10 régiments de cavaliers et d'infanterie, ainsi que 4 commandos qui se dirigent à l'Est et au Nord-Est des frontières de l'empire, en direction de Kazan et Samara. Il est rejoint par toutes les garnisons, tous les corps militaires se trouvant dans la zone de la jacquerie ainsi que des restes du corps militaire de Kar. Bibikov arrive à Kazan le 25 décembre 1773, et aussitôt les régiments et les brigades sous le commandement de Golitsyne et Mansourov se mettent en marche pour Samara, Orenbourg, Oufa, Menzelinsk et Koungour, villes assiégées par les armées de Pougatchev.
Après l'entrée triomphale de Pougatchev dans Saransk et dans Penza, tout le monde s'attend à ce qu'il continue sa marche vers Moscou, où le souvenir de l'émeute de la peste en 1771 est encore frais, sept régiments sont concentrés sous le commandement personnel de Panine. Le général-gouverneur Volkonsky donne l'ordre d'installer près de chez lui l'artillerie.
La police renforce la surveillance et expédie des informateurs dans les lieux fréquentés par eux pour saisir tous les sympathisants de Pougatchev. Michelsohn, qui a reçu le titre de colonel et qui a poursuivi les rebelles de Kazan retourne à Arzamas afin de couvrir la voie vers la vieille capitale.
Le général Mansourov sort de la ville de Yaïtsk vers Syzran, le général Dmitri Vladimirovitch Golitsyne vers Saransk. Moufel et Mellin rapportent que partout où Pougatchev passe il laisse derrière lui des villages en pleine révolte, qu'ils ne parviennent pas à réprimer.
"Non seulement des paysans, mais aussi des popes, des moines et même des archimandrites poussent le peuple spirituel et matérialiste à la révolte."
Mais Pougatchev quitte Penza pour retourner dans le sud. La majorité des historiens donne les mêmes raisons pour ce plan : Pougatchev veut attirer dans ses rangs des cosaques de la Volga et en particulier du Don.

## Suites
Après le supplice ou la condamnation[pas clair] des principaux participants de la jacquerie, Catherine II, dans le but de supprimer toutes traces des événements liés au mouvement de Pougatchev publie un oukase ordonnant le changement de nom de tous les lieux liés à ces événements.
Le village cosaque de Zimoveisky sur Don, où est né Pougatchev a été ainsi rebaptisé en Potiemkinsky, et la maison même de Pougatchev a été brûlée. Le fleuve Iaïk a été rebaptisé Oural, l'armée de Iaïk en armée cosaque d'Oural, le village de Iaïtsk a été renommé Ouralsk, la forteresse Verkhneïaitskaïa a été rebaptisée Verkhneouralskaïa.
En 1775, une réforme des provinces a lieu et divise le pays en 50 provinces au lieu de 20.

## Postérité artistique de la révolte

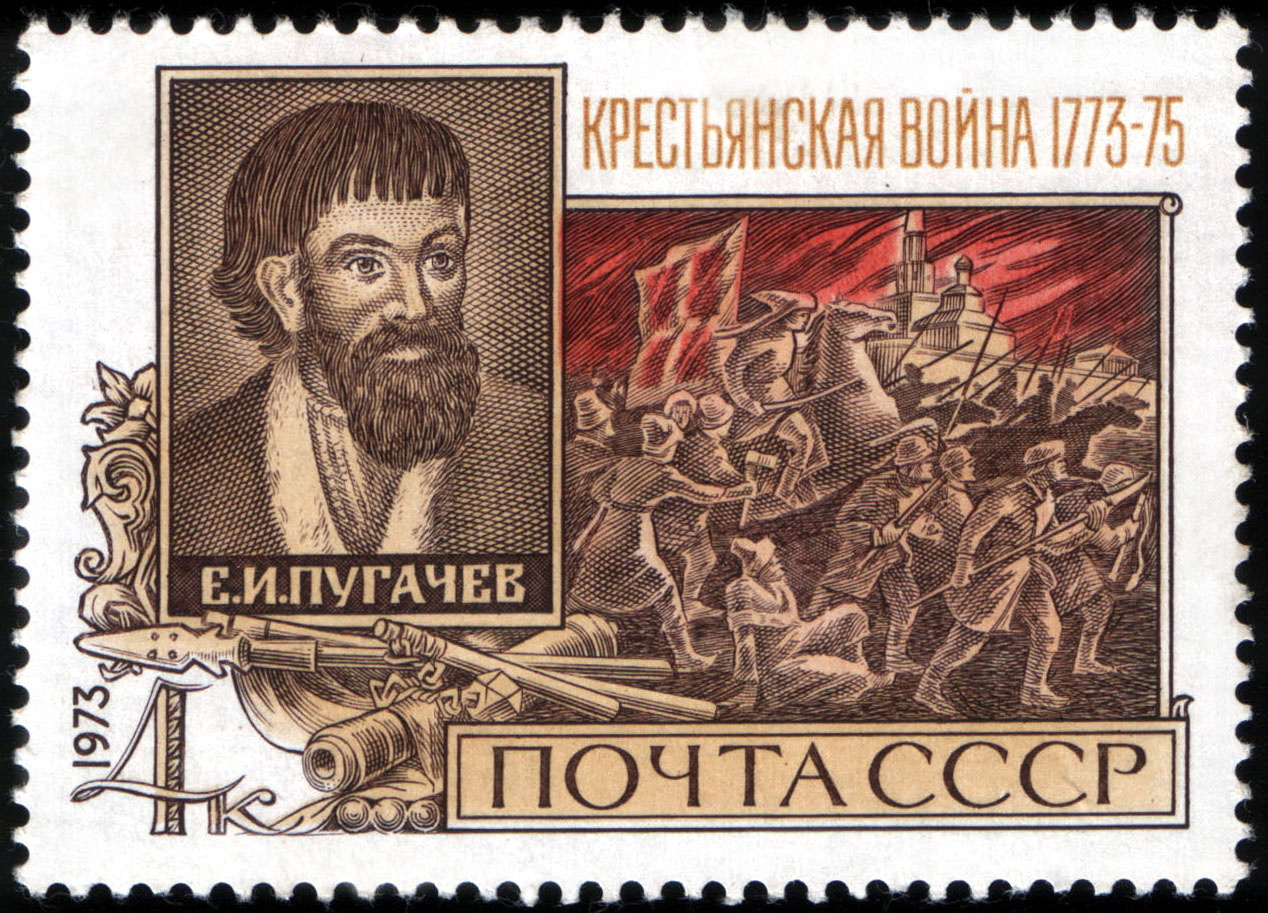
Timbre postal URSS, la Guerre des paysans 1773—1775, Е. I. Pougatchev, 1973, 4 Kopecks

### Littérature
- Alexandre Pouchkine, Histoire de la révolte de Pougatchev, 1834
- Alexandre Pouchkine, La Fille du capitaine, 1836
- S. P. Zlobin, Salavat Yulaev
- Е. Fiodorov, La Ceinture de pierre (roman)
- V. Chichkov, Iemelian Pougatchev(roman)
- V. Bouganov, Pougatchev
- Comte de Salhias-Tournemire, Les Pougatchevites

### Cinéma
- 1937 : Pougatchev, de Paul Petrov-Bytov
- 1978 : Iemelian Pougatchev, film historique en deux parties d'Alexeï Saltykov
- 1959 : La Fille du capitaine
- 1999 : La Peste russe